# Эффективность (философия)

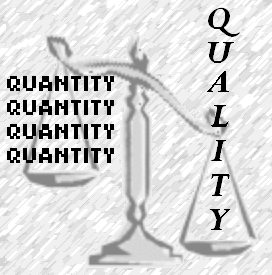
Дисбаланс между качеством и количеством

Эффективность (лат. effectus — исполнение, действие) —  способность выполнять работу и достигать необходимого или желаемого результата с наименьшей затратой времени и усилий.
В философии под эффективностью понимается способность действующей причины произвести определённый эффект. Поскольку относительно того, что является способностью, не существует единого мнения, поэтому возможны различные спорные случаи, касающиеся того, что именно существует и что именно проявляет свою истинную причинность. Проблема в том, что часто предлагаются несоответствующие причины, которые просто кажутся таковыми. Кроме того, приводятся примеры, когда не совсем достаточные причины вместе могут осуществлять действительно эффективные действия. Две лошади тянут за собой повозку, преодолевая сопротивление сил тяготения и трения. Каждая из них является недостаточной причиной, но каждая из них производит эффективное действие, преодолевающее силы сопротивления.
В определённых ситуациях сложно бывает представить, что желаемый результат может быть реализован, если только действие первой причины не будет сопровождаться другой причиной, помощи которой будет достаточно для достижения цели. То же самое происходит и со второй причиной, усилий которой будет недостаточно без помощи первой. Человек может не знать априори, какое усилие или содействие ему может потребоваться в данном случае, однако в ходе эксперимента или практического действия он может найти необходимый баланс усилий, нужный для достижения оптимального результата.